# Gates (Oregon)
Gates és una població dels Estats Units a l'estat d'Oregon. Segons el cens del 2000 tenia 471 habitants.

## Demografia
Segons el cens del 2000, Gates tenia 471 habitants, 208 habitatges, i 136 famílies. La densitat de població era de 298,1 habitants per km².
Dels 208 habitatges en un 21,6% hi vivien nens de menys de 18 anys, en un 55,3% hi vivien parelles casades, en un 4,8% dones solteres, i en un 34,6% no eren unitats familiars. En el 29,3% dels habitatges hi vivien persones soles el 15,4% de les quals corresponia a persones de 65 anys o més que vivien soles. El nombre mitjà de persones vivint en cada habitatge era de 2,26 i el nombre mitjà de persones que vivien en cada família era de 2,79.
Per edats la població es repartia de la següent manera: un 20,2% tenia menys de 18 anys, un 5,7% entre 18 i 24, un 22,1% entre 25 i 44, un 31,2% de 45 a 60 i un 20,8% 65 anys o més.
L'edat mediana era de 47 anys. Per cada 100 dones de 18 o més anys hi havia 102,2 homes.
La renda mediana per habitatge era de 32.344$ i la renda mediana per família de 37.143$. Els homes tenien una renda mediana de 35.714$ mentre que les dones 31.250$. La renda per capita de la població era de 17.065$. Aproximadament el 15,9% de les famílies i el 17,9% de la població estaven per davall del llindar de pobresa.

## Poblacions més properes
El següent diagrama mostra les poblacions més properes.